# ヒシャーム・カンディール
ヒシャーム・カンディール（アラビア語: هشام قنديل、英語: Hisham QandilまたはHisham Kandil、1962年9月17日 -）は、エジプトの政治家、官僚。エジプトの前首相。特定の政党には属していない。

## 経歴

### 首相就任まで
1984年カイロ大学工学部卒。1988年にユタ州立大学で灌漑排水学修士号を、1993年にはノースカロライナ州立大学で灌漑排水学の博士号を取得した。エジプト灌漑・水資源省に勤務しナイル川担当局長などに就いたほか、チュニジアにあるアフリカ開発銀行でチーフ水資源技師をつとめた。
2011年7月21日にイサーム・シャラフ首相から灌漑・水資源大臣に任命され、続くカマール・ガンズーリー内閣でも続投した。2012年7月24日、ムハンマド・ムルシー大統領より首相に指名され、組閣を命じられた。ナセル以後では最年少での首相就任となった。8月2日に新内閣の閣僚名簿を発表した。

### 首相就任後
2012年11月14日に、ハマースの軍事部門幹部アフマド・ジャアバリーがイスラエル軍により殺害されたことで激化したイスラエルとパレスチナ間の戦闘のさなかの同月16日、ガザ地区を訪問し、病院を訪れイスラエル軍の攻撃で負傷した人々を見舞い、ガザ政府首相イスマーイール・ハニーヤと会談した。

### 首相退任後
2013年エジプトクーデター発生後、2013年12月25日にエジプト当局により隣国スーダンに逃亡を図っていたところを山間部で拘束された。その後、2014年7月15日に保釈された。